# ULAS J002422.94+002247.9
ULAS J002422.94+002247.9 ist ein kühler Brauner Zwerg vom Spektraltyp T im Sternbild Fische. Die Größenordnung der Entfernung des Objektes wird auf 200 Lichtjahre geschätzt.